# Calliandra grandiflora
Calliandra grandiflora es una especie de arbusto del género Calliandra de la familia de las leguminosas (Fabaceae). En The Plant List y en ILDIS está considerada un sinónimo de Calliandra houstoniana var. anomala (Kunth) Barneby

## Descripción
Es un arbusto que alcanza un tamaño de 2 a 3 m de altura con pocas ramas, a veces un árbol pequeño de 5 a 6 m de altura y las ramitas con pelitos cafés o blanquecinos. Las hojas están divididas como si fueran plumas finas. Las flores están en racimos y los estambres son de color morado-rojizo o rojo brillante, son largos y colgantes. Los frutos son unas vainas de 6 a 9 cm de largo que se abren a un lado cuando están secas y tienen de tres a cinco semillas.

## Distribución
Es originaria del sur de México y Guatemala y ha sido utilizada desde la época prehispánica por los aztecas como narcótico. Actualmente se utiliza en la medicina popular mexicana.  Esta y otras especies del género Calliandra debido a sus inflorescencias rojas distintivas, son usadas como plantas ornamentales.

## Taxonomía
Calliandra grandiflora fue descrita por George Bentham  y publicado en Journal of Botany, being a second series of the Botanical Miscellany 2(11): 139. 1840.
Etimología
Calliandra: nombre genérico derivado del griego kalli = "hermoso" y andros = "masculino", refiriéndose a sus estambres bellamente coloreados.
grandiflora: epíteto latino compuesto que significa "con flores grandes".

## Nombre comunes
Son conocidas vulgarmente como cola de tijereta, cabellos de ángel, barba de león o señorita de monte.